# Linum westii
Linum westii är en linväxtart som beskrevs av C. M. Rogers. Linum westii ingår i släktet linsläktet, och familjen linväxter. Inga underarter finns listade i Catalogue of Life.